# Xing Aihua
Dit is een Chinese naam; de familienaam is Xing.
Xing Aihua (Chinees: 邢爱华) (4 juli 1978) is een Chinees langebaanschaatsster. Ze is gespecialiseerd in de sprintafstanden.
Op internationaal niveau is ze sinds begin 2001 aanwezig bij de wereldbekerwedstrijden. Op de Olympische Winterspelen van Turijn behaalde ze een dertiende plaats op de 500 meter, terwijl ze tot die tijd meestal in de B-groep was gestart bij wereldbekerwedstrijden.

## Persoonlijke records
| Afstand    | Tijd    | Datum            | Baan           |
| ---------- | ------- | ---------------- | -------------- |
| 500 meter  | 37,76   | 10 maart 2007    | Salt Lake City |
| 1000 meter | 1.15,99 | 13 december 2009 | Salt Lake City |
| 1500 meter | 2.05,63 | 22 oktober 2005  | Calgary        |

## Resultaten
| Jaar | WK Sprint | WK Afstanden | Olympische Spelen |
| ---- | --------- | ------------ | ----------------- |
| 2001 | 24e       |              |                   |
| 2002 |           |              | 30e 500m          |
|      |           |              |                   |
| 2006 |           |              | 13e 500m          |
| 2007 |           | 9e 500m      |                   |
| 2008 | 22e       | 15e 500m     |                   |
| 2009 |           |              |                   |
| 2010 |           | 13e 500m     |                   |